# Rabat (Malta)
Rabat (in maltese Ir-Rabat; in italiano storico Rabato della Notabile) è una città e consiglio locale di Malta, situato vicino a Medina, con una popolazione di 11.462.
Il Consiglio Locale di Rabat amministra anche il villaggio di Bahrija.

## Etimologia
La città in italiano è nota come Rabato e spesso viene designata nei testi come Rabato della Notabile, distinguendosi in tal modo dall'omonima Rabat sull'isola di Gozo, che è invece denominata Rabato del Castello.
Rabat è parola araba che indica il sobborgo posto oltre la cinta muraria della città (medina).

## Zone di Rabat
- Bahrija
- Fiddien
- Fomm ir-Riħ
- Gomerino (Ghemieri)
- Kunċizzjoni
- Mtaħleb
- Ta' Sirena

## Monumenti e luoghi d'interesse

### La grotta di San Paolo
A Rabat ha sede uno dei più importanti santuari dedicati a San Paolo: l'omonima grotta. Secondo la tradizione in tale luogo è vissuto l'apostolo durante il suo soggiorno a Malta, prima di continuare il viaggio verso Roma.

### Wignacourt Collegiate Museum
Esiste un complesso di ipogei a cui si accede dal Wignacourt Collegiate Museum, attrazioni per gli appassionati di archeologia paleocristiana. Gli ipogei di Wignacourt facevano parte della grande necropoli di Tac-Caghqi che era la più importante zona cimiteriale della città di Melite (o Melita), antica città in Malta, fiorente tra il I secolo a.C. e il IV-inizio V secolo d.C., risalenti a un periodo precedente rispetto ai complessi funerari di San Paolo e Sant'Agata. Seppure tristemente mutilati, conservano ancora elementi di notevole interesse. Alcuni fra questi ipogei erano noti ad Antonio Annetto Caruana, maltese che fu Bibliotecario e Direttore della Pubblica Istruzione, e allo storico tedesco Erich Becker (1883–1959) che ne discussero nei rispettivi studi. Lo studio sulle catacombe di Rabat, in particolare il complesso Wignacourt (ipogei 1-6), con una serie di missioni fra il 2006 e il 2008 ha offerto nuovi e più approfonditi risultati scientifici. 

## Amministrazione

### Gemellaggi
Per via del patrono San Giuseppe, Rabat è gemellata con:
- Santa Maria di Licodia

## Sport

### Calcio
La squadra principale della città è il Rabat Ajax.

## Curiosità
- Una parte del film Munich di Steven Spielberg venne girata a Rabat.

## Galleria d'immagini

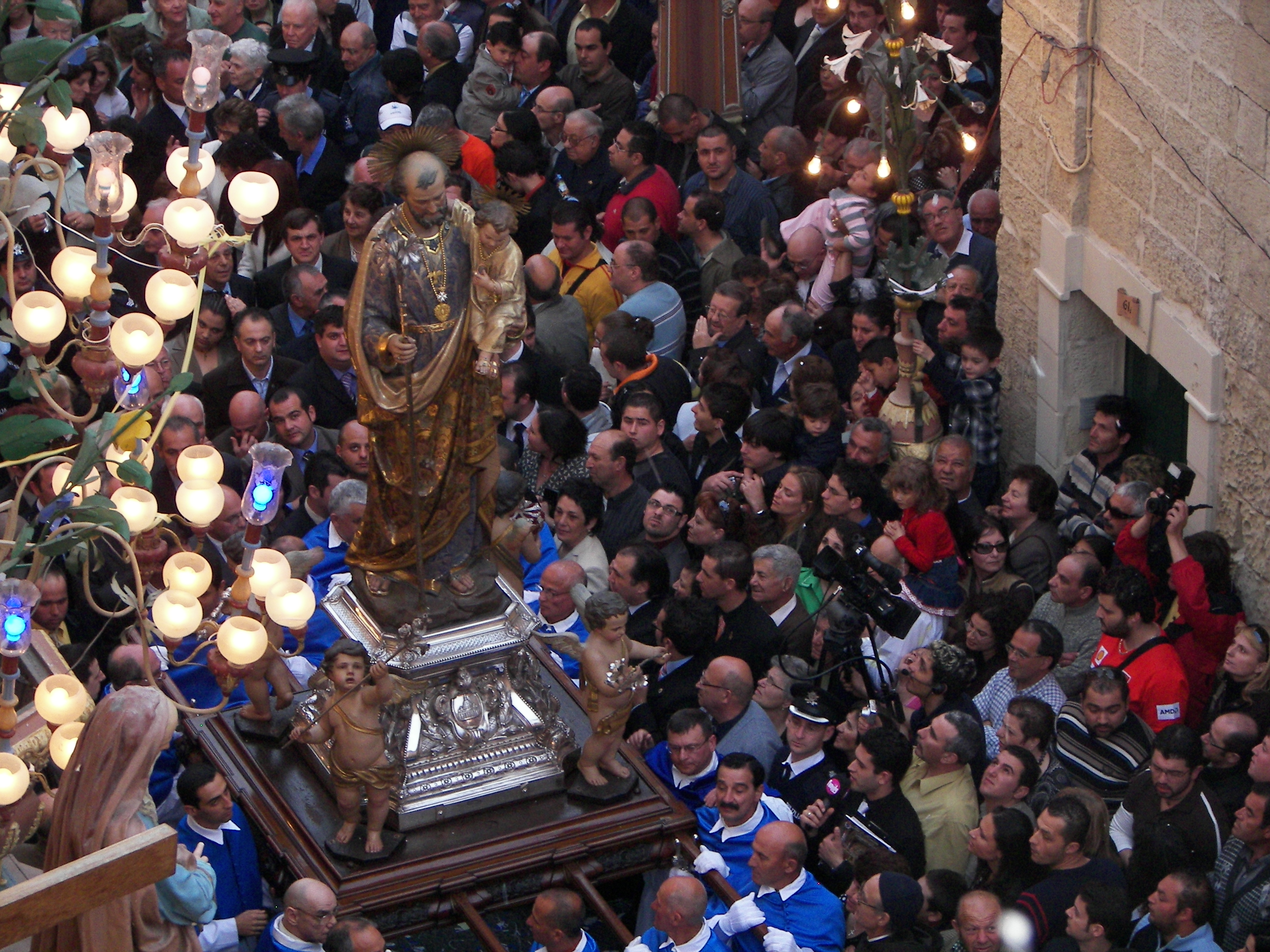
La Grande Festa di San Giuseppe
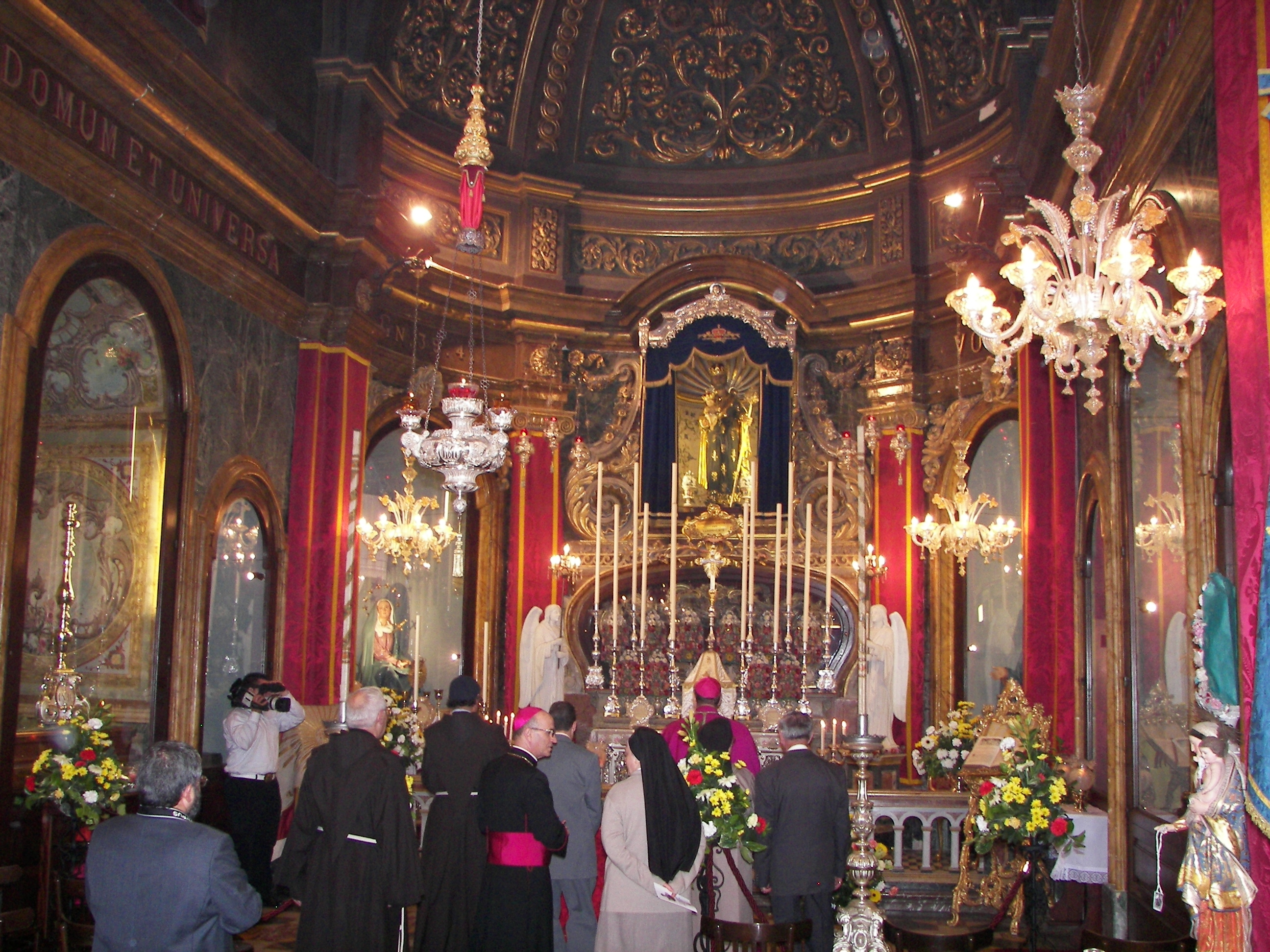
L'interno del Santuario Nazionale di San Giuseppe Incoronato
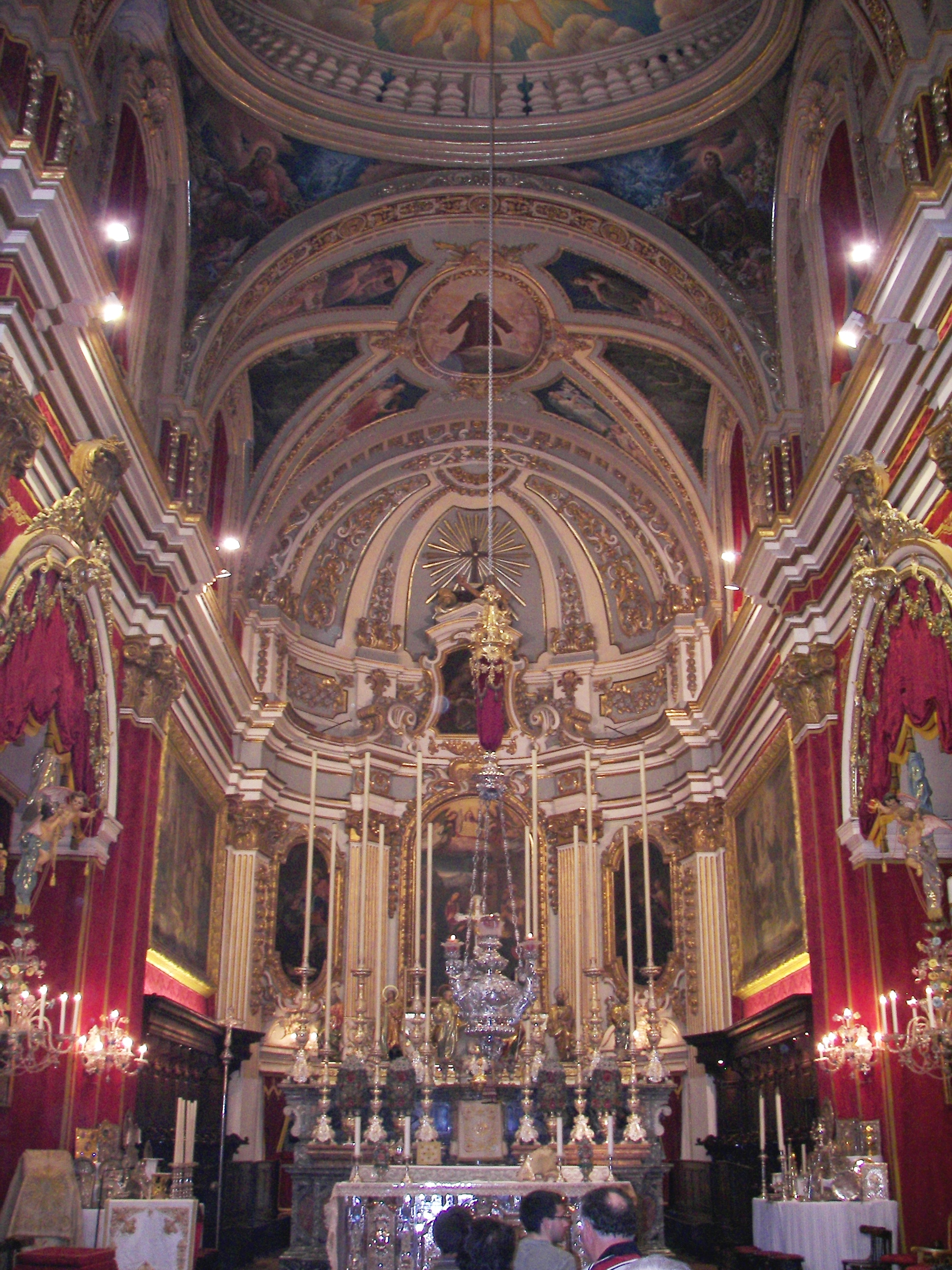
Interno della Chiesa di Santa Maria di Gesù
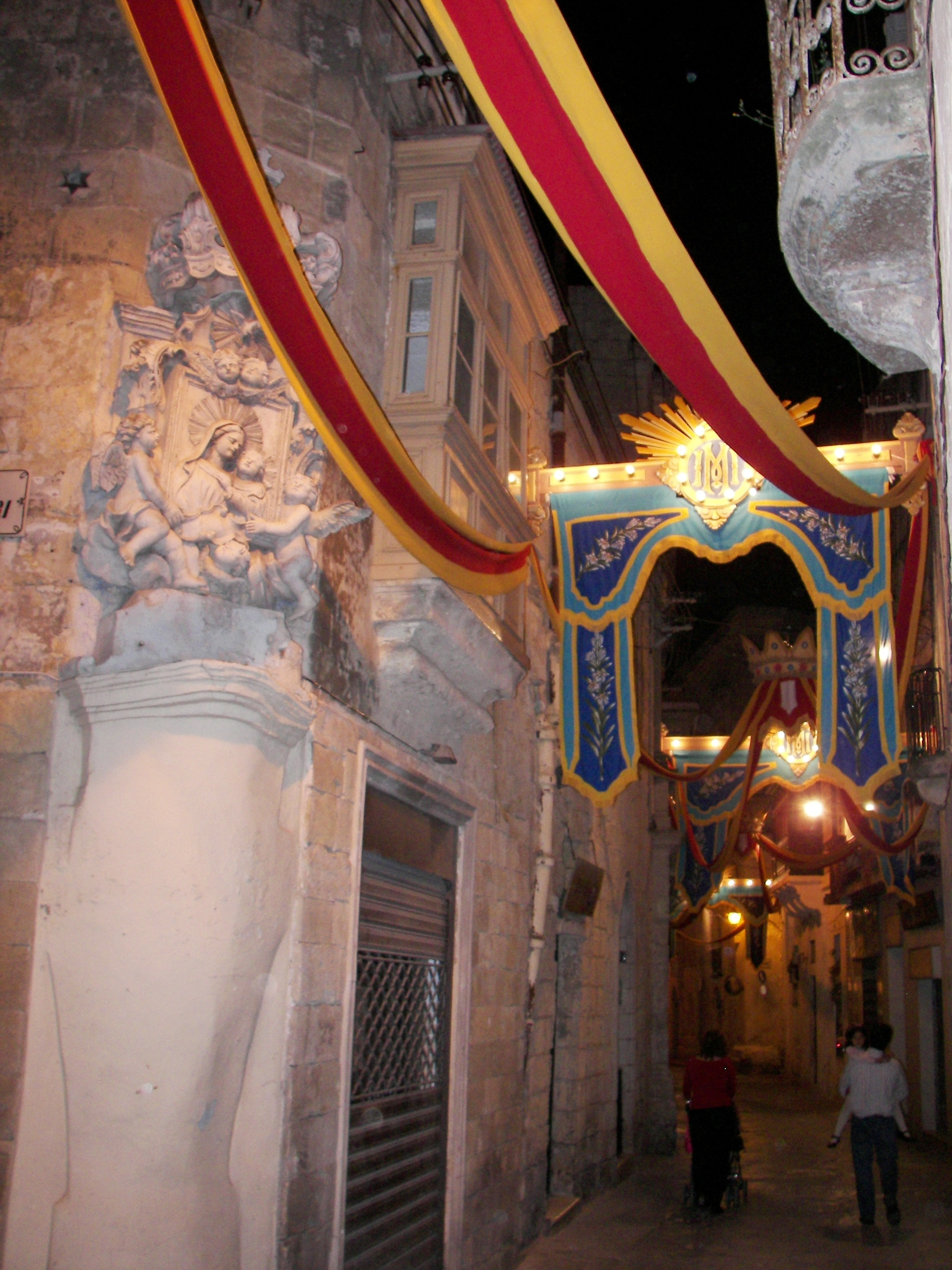
I vicoli del centro di Rabat addobbati in occasione della Festa di San Giuseppe